# Ich Capitano
Ich Capitano (Originaltitel: Io capitano, dt.: „Ich Kapitän“) ist ein Spielfilm von Matteo Garrone aus dem Jahr 2023. Das Drama begleitet zwei afrikanische Migranten auf ihrem Weg, Europa zu erreichen. Die Hauptrollen übernahmen die Laiendarsteller Seydou Sarr und Moustapha Fall.
Die italienisch-belgische Koproduktion wurde beim Filmfestival von Venedig uraufgeführt. Im Jahr 2024 folgte eine Oscar-Nominierung als Bester internationaler Film.

## Handlung
Die senegalesischen Jugendlichen Seydou und Moussa verlassen ihre Heimat Dakar, um nach Europa zu immigrieren. Auf ihrer Odyssee durchqueren beide die Wüste und erleben in Libyen die Schrecken eines Internierungslagers. Schon bald stehen sie vor der gefahrvollen Herausforderung, das Mittelmeer zu überqueren.

## Veröffentlichung und Rezeption
Die Premiere fand am 6. September 2023 bei den 80. Filmfestspielen von Venedig statt, wo der Film in den Hauptwettbewerb eingeladen wurde. Es ist dort das zweite Werk mit Flüchtlingsthematik, neben Agnieszka Hollands Green Border.
Ein regulärer Kinostart in Italien erfolgte ab 7. September 2023 im Verleih von 01 Distribution. Am 4. April 2024 ist der Film im Verleih von X Verleih in die deutschen Kinos gekommen.
Bei der internationalen englischsprachigen Filmkritik fand Ich Capitano Anklang. Von den auf der Website Rotten Tomatoes nach der Premiere aufgeführten 11 Kritiken sind alle positiv („fresh“). Dies führt zu einer Durchschnittswertung von 7,5 von 10 möglichen Punkten. Auf der Website Metacritic erhielt das Werk eine Bewertung von 82 von 100 möglichen Punkten, basierend auf einem halben Dutzend ausgewerteten englischsprachigen Kritiken. Dies entspricht einhelligem Beifall („universal acclaim“).

## Auszeichnungen
Für Ich Capitano erhielt Garrone seine erste Einladung in den Wettbewerb um den Goldenen Löwen des Filmfestivals von Venedig 2023. Zwar hatte das Werk bei der Vergabe des Hauptpreises gegenüber Poor Things das Nachsehen, wurde aber beim Festival mit einer Vielzahl weitere Auszeichnungen bedacht, darunter Garrone als bester Regisseur und Seydou Sarr als bester Nachwuchsdarsteller. Weitere Festivaleinladungen und Filmpreise folgten. Ein Jahr später erhielt das Werk eine Oscar-Nominierung als Bester internationaler Film.
| Festival                            | Kategorie                                                    | Resultat  | Preisträger/Nominierte |
| ----------------------------------- | ------------------------------------------------------------ | --------- | ---------------------- |
| AAFCA Awards 2024                   | Bester fremdsprachiger Film                                  | Gewonnen  | k. A.                  |
| Europäischer Filmpreis 2023         | Bester Film                                                  | Nominiert | Matteo Garrone         |
| Europäischer Filmpreis 2023         | Beste Regie                                                  | Nominiert | Matteo Garrone         |
| Filmfestival von Gent 2023          | Grand Prix – Bester Film                                     | Nominiert | Matteo Garrone         |
| Golden Globe Awards 2024            | Bester fremdsprachiger Film                                  | Nominiert | Italien, Belgien       |
| Oscar                               | Bester internationaler Film                                  | Nominiert | Italien                |
| Filmfestival von Venedig 2023       | Goldener Löwe – Bester Film                                  | Nominiert | Matteo Garrone         |
| Filmfestival von Venedig 2023       | Silberner Löwe – Beste Regie                                 | Gewonnen  | Matteo Garrone         |
| Filmfestival von Venedig 2023       | Marcello-Mastroianni-Preis                                   | Gewonnen  | Seydou Sarr            |
| Filmfestival von Venedig 2023       | Premio CICT – UNESCO „Enrico Fulchignoni“ – Medaglia Fellini | Gewonnen  | Matteo Garrone         |
| Filmfestival von Venedig 2023       | Civitas Award                                                | Gewonnen  | Matteo Garrone         |
| Filmfestival von Venedig 2023       | Premio Edipo Re                                              | Gewonnen  | Matteo Garrone         |
| Filmfestival von Venedig 2023       | Premio FEDIC                                                 | Gewonnen  | Matteo Garrone         |
| Filmfestival von Venedig 2023       | Premio Francesco Pasinetti                                   | Gewonnen  | Matteo Garrone         |
| Filmfestival von Venedig 2023       | Green Drop Award                                             | Gewonnen  | Matteo Garrone         |
| Filmfestival von Venedig 2023       | Premio Lanterna Magica                                       | Gewonnen  | Matteo Garrone         |
| Filmfestival von Venedig 2023       | Premio Leoncino d’Oro                                        | Gewonnen  | Matteo Garrone         |
| Filmfestival von Venedig 2023       | Premio La Pellicola d’Oro – Beste Produktionsleitung         | Gewonnen  | Claudia Cravotta       |
| Filmfestival von Venedig 2023       | SIGNIS Award                                                 | Gewonnen  | Matteo Garrone         |
| Filmfestival von Venedig 2023       | Premio Soundtrack Stars Award – Beste Filmmusik              | Gewonnen  | Andrea Farri           |
| Filmfestival von San Sebastián 2023 | Publikumspreis – Bester europäischer Film                    | Gewonnen  | Matteo Garrone         |
| Satellite Awards 2023               | Bester fremdsprachiger Film                                  | Nominiert | k. A.                  |